# 天主教基戈馬教區
天主教基戈馬教區 （拉丁語：Dioecesis Kigomaënsis）是坦桑尼亞一個羅馬天主教教區，位於基戈馬區。屬塔波拉總教區。
1880年9月27日設立宗座代牧區，1953年3月25日升為教區。2006年有439,508名教友、十九個堂區、五十六名司鐸。現任教區主教為约瑟夫•姆罗拉。